# Лохтин, Владимир Михайлович
Владимир Михайлович Лохтин (1849 — 1919) — русский гидротехник и гидролог, инженер путей сообщения; действительный статский советник.

## Биография
Родился в 1849 году в семье чебоксарского уездного предводителя дворянства Михаила Андреевича Лохтина (31.10.1814 — не ранее 1891), который впоследствии был управляющим питейно-акцизными сборами Симбирской губернии, действительным статским советником. Род Лохтиных был внесён в третью часть дворянского родословной книги Казанской губернии по определению Казанского дворянского депутатского собрания от 25 июля 1816 года и утверждён указом Герольдии от 20 февраля 1841 года.
В 1875 году окончил Санкт-Петербургский институт инженеров путей сообщения и поступил на службу в Министерство путей сообщений. В 1876 году служил инженером и главным распорядителем чусовского сплава, занимался улучшением судоходства на реке Чусовой.
С 1878 года служил в Навигационной комиссии, где изучал значительное количество рек на территории Российской империи и за её пределами, с 1882 года — начальник Днестровской поисковой партии.
В 1884—1890 годах руководил улучшениями судоходства реке Днестр и его бассейна.
В 1892 году принимал активное участие во Всероссийском съезде речников и инженеров-гидротехников. В 1892—1899 годах был начальником управления Казанского округа путей сообщения, занимался гидротехническими работами на Волге, у Нижнего Новгорода и на ряде волжских перекатов. С 14 мая 1896 года имел чин действительного статского советника.
В 1907 году был инспектором шоссейных дорог Санкт-Петербургской губернии, продолжал заниматься поисковыми и опытными работами на речных путях, в частности изучал влияние зимних условий на реке Неве. В 1910 году служил начальником правления Казанского округа путей сообщения, председателем технического присутствия, по заведованию работами по выправлению реки Волги у Нижнего Новгорода, товарищем председателя Казанского окружного правления Императорского российского общества спасания на водах, проживал в Казани на улице Большая Красная, дом 23.
В 1915 году служил в комитете государственных сооружений. Был редактором журнала «Водные пути и шоссейные дороги», действительным членом Казанского губернского статистического комитета.
В 1919 году стоял у основания Гидрологического института.
Умер в 1919 году.
Его брат, Евгений Михайлович Лохтин, исцелившись от сильных нервных расстройств с галлюцинациями и припадками благодаря Григорию Распутину, служил агентом при Юго-Западной железной дороге, женился 1 июня 1907 года на сестре известно почитательницы Распутина Ольги Владимировны Лохтиной.

## Вклад в науку
Работа «О механизме речного русла» от 1895 года описывает процессы формирования речных русел и инженерных работ, развитие судоходства и экономики речных путей России. В работе впервые углублённо рассмотрены вопросы речной гидравлики и гидрологии, формирование продольного профиля рек, перекатов и плёсов, условия устойчивого русла.
Коэффициент Лохтина — коэффициент устойчивости речного русла, равный отношению среднего размера диаметра насосов, слагающих русло реки, к величине продольного уклона свободной поверхности речного протока.